# Kanishka

Mapa de los territorios ocupados por el Imperio kushán (línea verde entera) y máxima extensión del Imperio kushán bajo el rey Kaniska (línea verde intermitente), de acuerdo con la inscripción Rabatak. Se ven las capitales Begram, Taxila y Mathurá.

Kaniska o Kanishka (siglo II EC), fue un rey de la dinastía Kushán que gobernó
la parte norte del subcontinente indio,
Afganistán,
Panyab,
Yarkand,
Ladak,
Agra,
Rash Putana,
Guyarat,
Sindh y
Cachemira.
Su capital principal se encontraba en Púrusha Pur (actual Peshawar, en el noroeste de la actual Pakistán), con capitales regionales en Taksila (Pakistán), Begram (Afganistán) y Mathurá (India).

## Etimología
- kaniṣka, en el sistema AITS (alfabeto internacional de transliteración sánscrita).[1]
- कनिष्क, en letra devanagari (utilizada en la India desde el 1200 d. C.).[1]
- Pronunciación: /kaníshka/.[1]
- Etimología: se desconoce; algunas palabras relacionadas son kana: ‘pequeño’ y kanistha: ‘hermano menor’.[1]
- Κανηϸκι (/kaníshki/) en idioma bactriano
- 迦腻色伽 (Jianísejia o Kaníseka) en chino antiguo.

## Datación
El reinado de Kaniska floreció en el siglo II d. C.
Ejerció el poder durante 23 años, finalizando aproximadamente en el 144 d. C.
Esta fecha permite datar la época de Cháraka, médico del rey Kaniska, que escribió el Cháraka-samjita, texto que ―junto al Súsruta-samjita― representa el antiquísimo basamento de la medicina áiurveda tradicional de la India.
Después del emperador Ashoka, Kanishka fue el más importante apoyo del budismo en la India: convocó el cuarto concilio budista, que marcó los orígenes del budismo majaiana.
Fue un monarca tolerante que respetaba a las deidades zoroástricas, griegas y brahmánicas al igual que a Buda. Durante su reinado el comercio con el Imperio romano se incrementó significativamente; y el contacto entre él y los chinos pudo haber inspirado la transmisión del budismo a China.
Según el Raya-taranguini de Kaljana, el rey Kanishka fundó Kaniska Pur (‘ciudad de Kaniska’, actual Kanispur, a 8 km de la ciudad de Baramullah, sobre la ruta entre Baramulla y Srinagar (en Cachemira).
También construyó muchos vijaras budistas.
Cerca del lago Jarvana se han encontrado restos arqueológicos de algunos monumentos budistas que él mandó construir.